# Gauliga Westmark
Pour un article plus général, voir Gauliga.
La Gauliga Westmark est le championnat de football, ou Gauliga, disputé dans le Westmark en tant que division administrative de l'Allemagne nazie.

## Classements dans la Gauliga Westmark de 1941 à 1944
| Club                      | 1941/42 | 1942/43 | 1943/44 |
| ------------------------- | ------- | ------- | ------- |
| 1. FC Kaiserslautern      | 1       | 5       | 10      |
| FC Metz                   | 2       | 2       | 2       |
| TSG 1861/KSG Ludwigshafen | 3       | 4       | 7       |
| TuRa Ludwigshafen         | 4       | 6       | 5       |
| Borussia Neunkirchen      | 5       | 3       | 4       |
| VfR Frankenthal           | 6       | 7       | 3       |
| FV/KSG Saarbrücken        | 7       | 1       | 1       |
| TSG Saargemünd            | 8       | 8       | 6       |
| Mundenheimer SpVgg        | 9       | –       | –       |
| FK Pirmasens              | (10)    | –       | –       |
| TSG Oppau                 | –       | 9       | –       |
| SC 07 Altenkessel         | –       | 10      | –       |
| TSG Merlenbach            | –       | –       | 8       |
| VfL 1847/KSG Speyer       | –       | –       | 9       |